# Pcfritz.de Onlinestore
pcfritz.de war eine Plattform für den Onlinehandel mit Software und Hardware. Maßgeblich fand der Vertrieb des Onlineshops über einen eigenen Netzauftritt und über ebay statt. Insbesondere wurde mit Recovery-Datenträgern gehandelt, die von Erstausrüstern in Umlauf gebracht wurden. Als besonders billig galt das Angebot des Betriebssystems Microsoft Windows 7 mit Preisen von etwa 70 % unter dem Marktpreis. Ab 2013 wurde wegen des Verdachts auf Urheberrechtsverletzung ermittelt. Der Handel wurde Mitte 2014 eingestellt.

## Geschichte

### Aufstieg
Der Betreiber, die pcfritz.de Onlinestore GmbH, machte im September 2013 etwa zwei Drittel seines Umsatzes über die Handelsplattform ebay. Eingetragen war das Unternehmen am Amtsgericht Stendal (HRB 17516), Sitz war Halle (Saale). Inhaber war bis Oktober 2013 Maik Mahlow. Mahlow machte eine Lehre als Einzelhandelskaufmann im Lebensmitteleinzelhandel. Mahlow machte mit PR-Tourneen und -partys mit dem Fritzbus und leichtbekleideten „Fritzmädelz“ für sein Unternehmen Aufsehen, unter anderem zusammen mit Oliver Pocher & Giovanni Zarrella.
Mahlow machte die Angaben, er sei an einem Liposarkom erkrankt, das er in der Ukraine behandeln lasse, und die Diagnose habe er im Dezember 2012 erfahren. Mahlow warb vor diesem Hintergrund mit „Ich werde sterben! Na und?“ Im September 2013 kamen in der Presse Zweifel auf. Als Berater des Unternehmens trat Firat Cagac nach außen hin auf.
Mahlow berief sich auf die Rechtsprechung. Es gab hierzu mehrere Urteile: Der Wiederverkauf von Recovery-Datenträgern ist laut Urteil des Bundesgerichtshofes vom 6. Juli 2000 legal. Gegen den Einzelverkauf von Recovery-CDs ohne Echtheitszertifikat kann nach der Entscheidung des Bundesgerichtshofs vom 6. Oktober 2011 vorgegangen werden. Der Handel mit Softwarelizenzen wurde vom Europäischen Gerichtshof 2012 bestätigt.

### Ermittlungen der Staatsanwaltschaft
Die Staatsanwaltschaft Halle durchsuchte in Zusammenarbeit mit den Zollfahndungsämtern Dresden und Berlin-Brandenburg am 18. September 2013 Geschäfts- und Lagerräume des Unternehmens in Berlin und Halle (Saale) aufgrund von Fälschungsvorwürfen (Az. 506 Js 15467/13). Insgesamt waren etwa 100 Beamte eingesetzt, es wurden über 18 Objekte durchsucht und über 100.000 Datenträger beschlagnahmt. Angeblich kam es zur Sperrung sämtlicher Konten. Dem Einsatz ging eine Anzeige von Microsoft voraus. PCFritz veranlasste am 30. September 2013 eine einstweilige Verfügung gegen Microsoft Deutschland, um die Verbreitung von Vorwürfen zu untersagen. Im Mai 2014 stellte sich heraus, dass die Datenträger aus der Ukraine stammten.
Eine ähnliche Auseinandersetzung bestand zwischen Microsoft und den Betreibern des Onlineshops „softwarebilliger.de“ der TYR Holding GmbH, bei dem Mahlows Berater Firat Cagac von 2009 bis 2010 als „Director Sales and Marketing“ auftrat. Hier kam es zu Beschlagnahmen von Datenträgern durch das Landeskriminalamt Berlin, Unternehmenswechsel und rechtlichen Schritten vor dem Landgericht Frankfurt am Main und dem Landgericht Hamburg.
Mitte Oktober 2013 wurde die Le-Na GmbH aus Berlin (Registergericht Berlin-Charlottenburg, HRB 143794 B) Inhaber des Onlineshops; neuer Geschäftsführer wurde Aribert-Heinz Peressoni. Maik Mahlow sollte als Berater fungieren.
Mitte Dezember 2013 übernahm die Lege Artis GmbH aus Berlin PC Fritz und der Preis für Windows 7 Professional wurde von knapp 20 auf knapp 40 Euro verdoppelt. Im Frühjahr 2014 gehörte PC Fritz der SEB-BELL Unternehmensberatung GmbH, Augsburg.
Im April 2014 wurde von der Staatsanwaltschaft mitgeteilt, dass es sich bei den im September 2013 beschlagnahmten rund 170.000 Datenträgern bei PC Fritz „durchweg um Fälschungen“ gehandelt habe. Am 9. April 2014 wurden neben Mahlow drei weitere Betreiber von PC Fritz festgenommen; in Berlin wurden Wohn- und Geschäftsräume der Festgenommenen durchsucht.
Das Registergericht hat am 10. April 2014 für die  pcfritz.de GmbH aus Halle (Saale) und am 25. April 2014 für die pcfritz.de Onlinestore GmbH bekannt gegeben, dass beide „Gesellschaften wegen Vermögenslosigkeit von Amts wegen nach § 394 FamFG gelöscht werden sollen“. Innerhalb einer Frist von drei Monaten nach Bekanntgabe konnte laut Registergericht Widerspruch dagegen eingelegt werden.
Der Webshop wurde am 20. Mai 2014 vom Netz genommen. Im Mai 2014 gestand Mahlow, die Krebserkrankung sei nur aus Gründen des Marketings erfunden worden. Als Hintermann vermuten die Behörden den Geschäftsmann Reiko Opitz, der die Vorwürfe bestreitet.

### Gerichtsverfahren
Im März 2015 wurde Firat Cagac vom Landgericht Halle wegen 900.000 Euro Steuerhinterziehung zu einer Haftstrafe von 4 Jahren und drei Monaten verurteilt. Wegen Betrugs und Urheberrechtsverletzungen in dieser Sache erhöhte das Landgericht Halle die Strafe. Firat Cagac wurde vom Landgericht am 26. Mai 2015 zu sechs Jahren und drei Monaten Haft verurteilt. Bekannt wurde auch, dass Firat Cagac seine Komplizen per Brief darum gebeten habe, mit einem Helikopter befreit zu werden. Gegen Kaution von 500.000 Euro befand sich Cagac Ende Mai 2015 noch auf freiem Fuß.
Der verursachte Schaden mit Imitaten von Produkten wie Microsoft Windows 7 und anderen wird auf 9 Millionen Euro geschätzt. Maik Mahlow sagte in diesem Verfahren aus; zudem stehe er im Zeugenschutzprogramm.